# Roli-Ann Neubauer
Roli-Ann Neubauer (geboren als Roli-Ann Andarina Edward Ogharanemeye Nikagbatse, * 15. September 1984 in Berlin) ist eine deutsche Basketballnationalspielerin. Im Januar 2012 änderte die Tochter eines nigerianischen Vaters und einer finnischen Mutter gemeinsam mit ihren Geschwistern, zu denen auch der ehemalige deutsche Basketballnationalspieler Misan Haldin gehört, ihren Familiennamen in Haldin (Nachname ihrer Mutter), nachdem sie zuvor unter dem Familiennamen ihres Vaters Nikagbatse bekannt geworden war.
1996 konzentrierte sie sich auf den Basketballsport, nachdem sie vorher mehrere Sportarten nebeneinander betrieben hatte. 2000 erlitt sie eine erste Knieverletzung, konnte dann im Jahr 2001 nach ihrer Genesung mit Aschaffenburg die Vizemeisterschaft der 1. Damen-Basketball-Bundesliga (DBBL) feiern. 2002 wurde Haldin vom ehemaligen Bundestrainer Olaf Lange zum Meister BTV Gold-Zack Wuppertal geholt, wo sie auf Anhieb mit ihrem Team den Titel des deutschen Meisters holte.
2003 ging die 1,76 m große Athletin zum Studium in die Vereinigten Staaten an die Liberty University in Lynchburg (VA) und spielte für die Hochschulmannschaft Flames in der NCAA. Mit den Liberty Flames gewann die als Aufbau- und Flügelspielerin eingesetzte Haldin jeweils die Meisterschaften der Big South Conference und wurde zudem in der Saison 2005/06 unter ihrem ursprünglichen Namen Nikagbatse zum „Defense Player of the Year“ gewählt. 2005 erreicht man zudem überraschend das Achtelfinale „Sweet Sixteen“ in der landesweiten Endrunde, wo man gegen die topgesetzten Lady Tigers der Louisiana State University deutlich unterlag.
Bei der Europameisterschaft 2007 im italienischen Chieti war sie für die Damennationalmannschaft aktiv. Nach nur einem Vorrundensieg schied man in der Zwischenrunde aus. Anschließend blieb sie in Italien, wo auch schon ihr Bruder Misan von 2004 bis 2007 gespielt hatte, und spielte in der Saison 2007/08 für den Zweitligisten Faleria 2000. Der Verein wechselte 2008 aus Porto Sant’Elpidio nach Porto San Giorgio. Im Januar 2010 schloss sie sich dem Ligakonkurrenten im sizilianischen Alcamo an.
Nach dem Saisonende kehrte Haldin nach Deutschland zurück und spielte ab der Spielzeit 2010/11 in der DBBL für die „Wildcats“ aus Wolfenbüttel. Dort rissen ihr im Dezember 2010 im Training beide Patellasehnen. In der Rekonvaleszenz riss nochmals eine Patellasehne ab. Trotzdem konnte Roli Ann im Oktober 2011 beim Heimspiel gegen die Chemcats Chemnitz wieder für die Wildcats Wolfenbüttel auflaufen. Ein Video über diese Leidenszeit veröffentlichte sie bei Facebook. Nach dem Abstieg und der Insolvenz der Wildcats Wolfenbüttel verließ sie den Verein.
Aufgrund ihrer Verletzungen und Schmerzen beim Laufen gab Haldin 2013 zunächst das aktive Basketballspielen auf. Sie wechselte zum Verein ALBA Berlin und war dort als Trainerin im Jugendbereich tätig. Schließlich begann sie im Rollstuhlbasketball-Bereich wieder als Spielerin aktiv zu werden, so gehörte sie 2014 zum Kader der ALBA Berlin Rollis 2 (Oberliga Ost). In der Saison 2019/2020 erreichte sie mit der ersten Mannschaft der ALBA-Rollis den Aufstieg in die 2. Bundesliga. 2020 wurde sie zu einem Lehrgang der deutschen Rollstuhlbasketball-Nationalmannschaft berufen.
Im Juli 2014 heiratete Roli-Ann Haldin und nahm den Familiennamen Neubauer ihres Mannes an. Sie hat zwei Söhne.